# سكوت سميث (كاتب)
سكوت سميث (بالإنجليزية: Scott Smith) (و. 1965  م) هو روائي، وكاتب سيناريو، وكاتب أمريكي.

## التعليم
تعلم في كلية دارتموث، وجامعة كولومبيا، وكلية الفنون في جامعة كولومبيا ‏.

## وصلات خارجية
- سكوت سميث على موقع IMDb (الإنجليزية)
- سكوت سميث على موقع ألو سيني (الفرنسية)
- سكوت سميث على موقع قاعدة بيانات الأفلام السويدية (السويدية)
- سكوت سميث على موقع قاعدة بيانات الفيلم (الإنجليزية)
- سكوت سميث في قاعدة بيانات الأفلام على الإنترنت